# Mur des Fermiers généraux
Pour un article plus général, voir Enceintes de Paris.
 (mai 2018).

Les limites de Paris du IVe siècle à 2015.
Enceinte gallo-romaine
Enceinte carolingienne
Enceinte de Philippe Auguste
Enceinte de Charles V
Enceinte de Louis XIII
Mur des Fermiers généraux
Enceinte de Thiers
Aujourd'hui

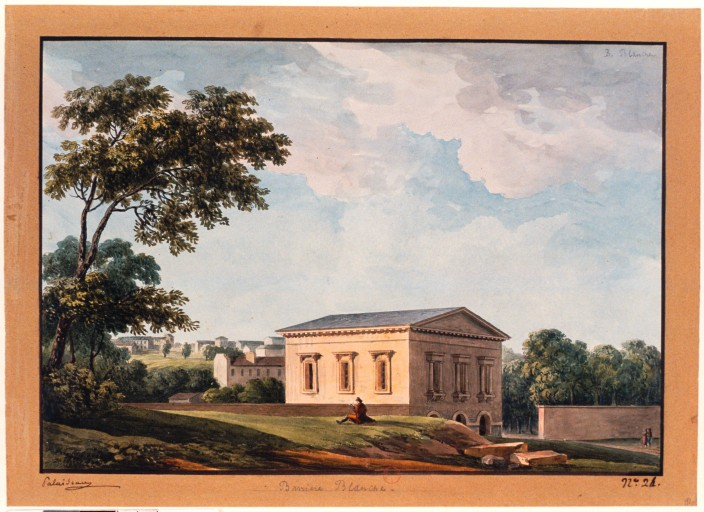
La barrière Blanche (aujourd'hui place Blanche) en 1819.

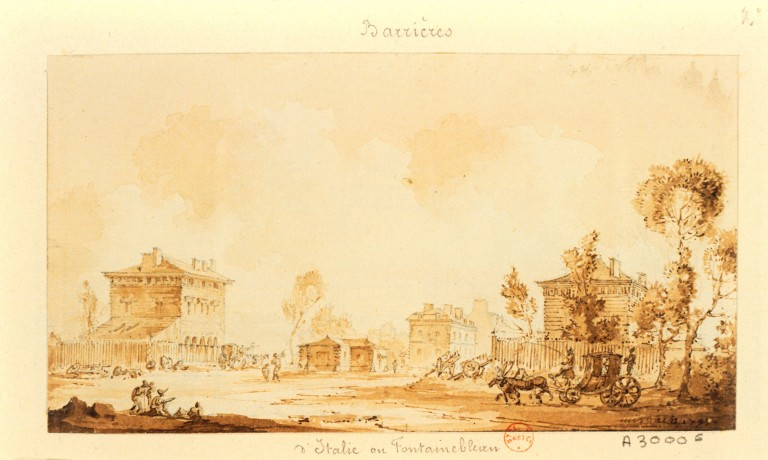
La barrière d'Italie (dite aussi de Fontainebleau) avant 1805.

Le mur des Fermiers généraux est l'une des anciennes enceintes de Paris, construite juste avant la Révolution de 1784 à 1790. L'objectif du mur était de permettre la perception par la Ferme générale, aux points de passage, d’un impôt sur les marchandises entrant dans la ville. D'une longueur de vingt-quatre kilomètres, il fut détruit en 1860, lors de l'extension de Paris jusqu'à l'enceinte de Thiers.
En 1784, Lavoisier proposa à Charles-Alexandre de Calonne, alors contrôleur général des finances, d'enfermer Paris dans un nouveau mur d'enceinte, en faisant percer des ouvertures exclusivement destinées à l'introduction des marchandises nécessaires à la consommation des habitants de la capitale, afin de lutter contre la contrebande. Le projet fut accepté et le mur fut érigé. La fonction fiscale du mur le rendit très impopulaire, et suscita cet alexandrin anonyme : « Le mur murant Paris rend Paris murmurant ».
Les passages ménagés dans l'enceinte s'appelaient des barrières. La plupart des barrières étaient munies de bâtiments (ou bureaux d'octroi) appelés « propylées » par leur concepteur, l'architecte Claude-Nicolas Ledoux. La liste des barrières du mur des Fermiers généraux, incluant quelques dessins de propylées (tels que les deux dessins ci-contre), fait l’objet d’un tableau de l'article Liste des barrières de Paris.

## Dimensions du mur

### Tracé du mur

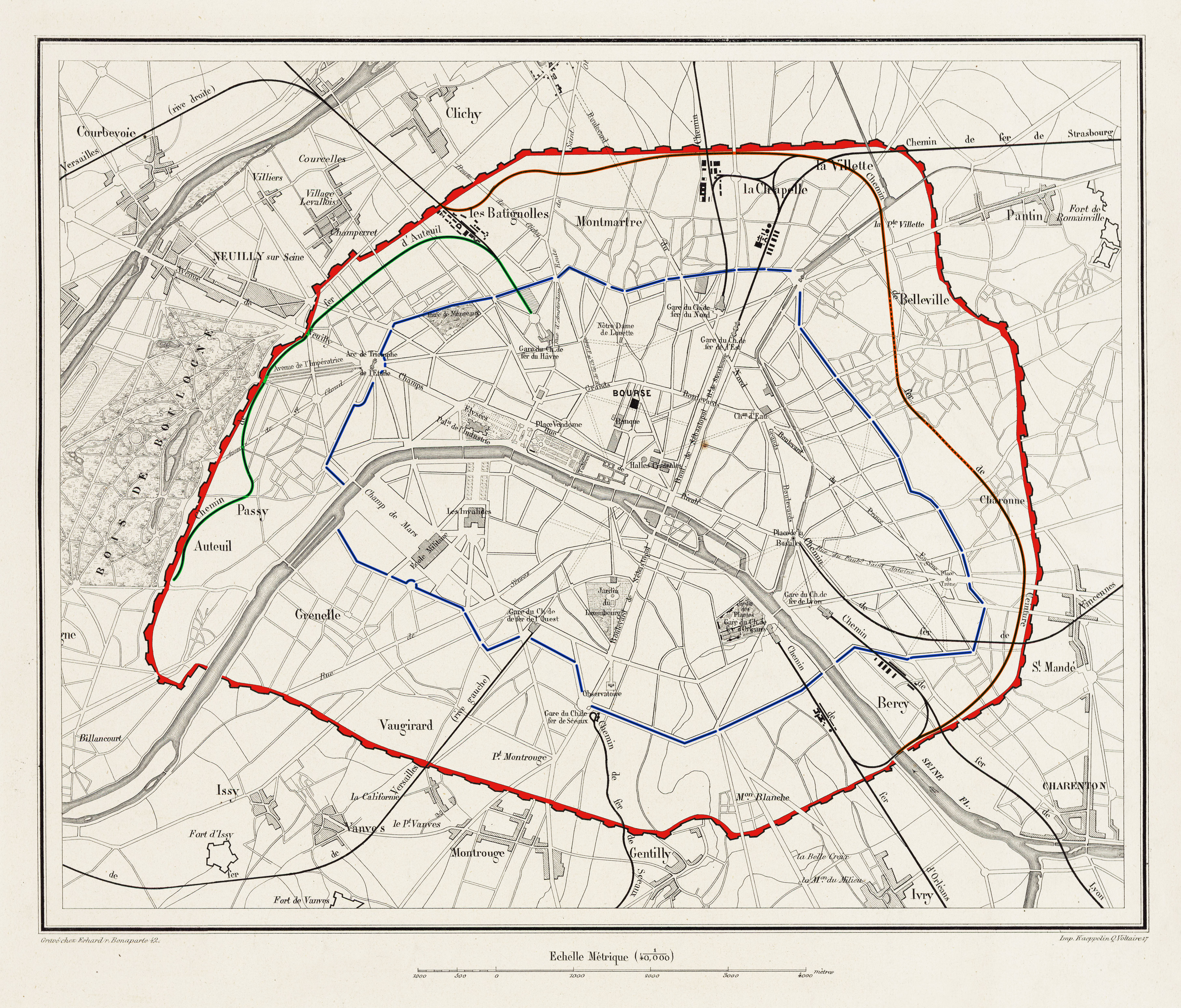
Paris, 1859
Mur des Fermiers généraux (en
Fortifications Thiers (en

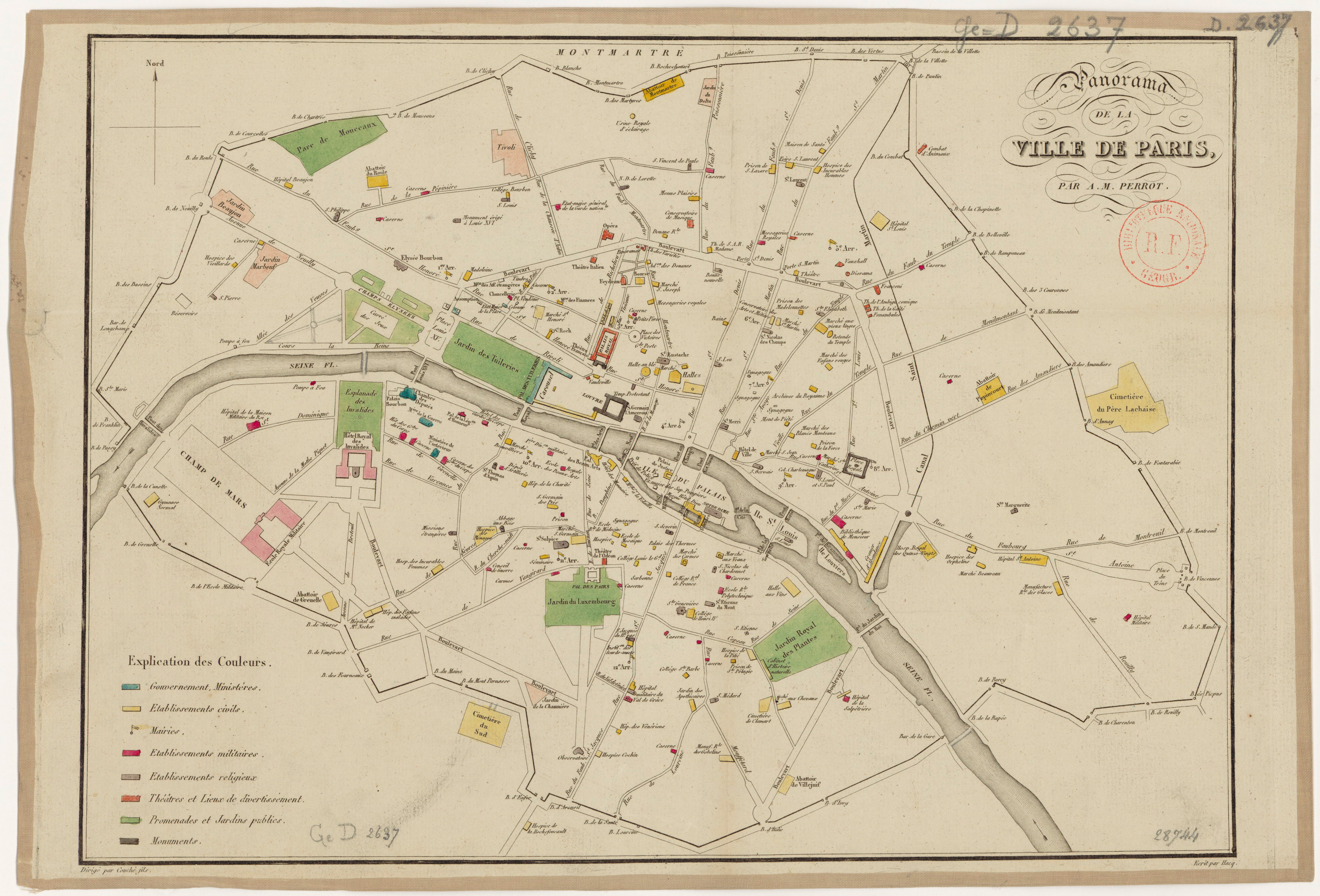
Le tracé du mur des Fermiers généraux par Aristide-Michel Perrot.

La longueur du tracé du mur initial est de sept lieues (24 kilomètres). Dans le Paris d'aujourd'hui, il correspond à la seconde ceinture de boulevards, plus précisément aux voies suivantes :
- rive gauche, d'est en ouest : boulevard Vincent-Auriol, boulevard Auguste-Blanqui, boulevard Saint-Jacques, boulevard Raspail, boulevard Edgar-Quinet, boulevard de Vaugirard, boulevard Pasteur, boulevard Garibaldi, boulevard de Grenelle. Ce tracé reprenait en partie celui des boulevards du Midi créés en 1760, soit le boulevard de l'Hôpital de la rue Jenner à la place d'Italie de l'origine jusqu'en 1818, les boulevards Auguste-Blanqui et Saint-Jacques, le boulevard Raspail de la barrière d'Enfer (place Denfert-Rochereau) au boulevard Edgar-Quinet, puis celui-ci en totalité. Sur cette partie, le boulevard extérieur du mur des Fermiers doublait les boulevards intérieurs ouverts en 1760. Le mur des Fermiers Généraux fut déplacé en 1818 au sud, de la barrière d'Italie (place d'Italie) à la Seine sur un tracé correspondant à l'actuel boulevard Vincent-Auriol englobant le village d'Austerlitz.
- rive droite, d'ouest en est : avenue de New-York de l'angle de la rue Beethoven jusqu'aux jardins du Trocadéro à mi-distance entre la rue Le Nôtre et le pont d'Iéna puis ligne perpendiculaire à la Seine jusqu'à la place du Trocadéro, avenue Kléber, rue de Belloy, rue Dumont-d’Urville, place de l’Étoile (contournement à l’est par la rue de Presbourg, par la traversée de l’avenue des Champs-Élysées, et par la rue de Tilsitt), avenue de Wagram, boulevard de Courcelles, boulevard des Batignolles, boulevard de Clichy, boulevard Marguerite-de-Rochechouart, boulevard de la Chapelle, boulevard de la Villette, boulevard de Belleville, boulevard de Ménilmontant, boulevard de Charonne, boulevard de Picpus, boulevard de Reuilly, boulevard de Bercy.

Le tracé traverse les principaux quartiers suivants : place d'Italie, Denfert-Rochereau, Montparnasse, Trocadéro, Étoile, Batignolles, Pigalle, Belleville, Nation.
Le mur fut ponctué de soixante et une barrières d'octroi :
- cinquante-cinq barrières furent mises en place jusqu'en 1790 : cinquante-quatre le furent avant la Révolution, dont quarante-trois furent munies de maisons d'octroi, appelées « propylées » par leur architecte Claude-Nicolas Ledoux, et la barrière de Chartres (ou du parc Monceau) en 1790 ;
- six barrières furent ajoutées (ouvertures et/ou construction) et certaines retranchées (démolition et/ou désaffectation) à diverses époques entre 1790 et 1860. Dans le tableau de l'article Liste des barrières de Paris, les barrières ajoutées sont numérotées « bis » ou « ter ».

Le parcours des lignes du métro allant de Charles de Gaulle-Étoile à Nation, la ligne 2 (par le nord) et la ligne 6 (par le sud), suit à peu près le tracé du mur.

### Section du mur

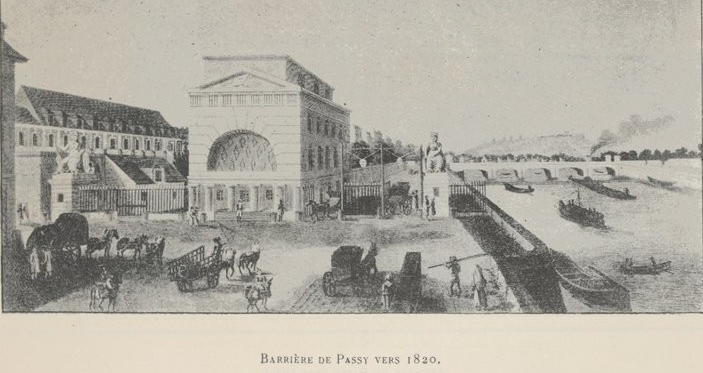
Barrière de Passy vers 1820.

- Mur continu (maçonnerie de pierre), interrompu par la Seine, par les barrières et le long du parc Monceau (où, au lieu de construire un mur, on aménagea un fossé).
- Hauteur du mur : environ 3,24 mètres[1].
- Côté intérieur : un chemin de ronde de 11,69 mètres de large[2].
- Côté extérieur : boulevards de 29,23 mètres de large[3]. Ce boulevard était continu sauf sur la partie entre la barrière Sainte-Marie (actuellement à l'angle du cimetière de Passy et de l'avenue Paul-Doumer) et la barrière de Passy (à l'angle de la rue de la Montagne, actuelle rue Beethoven et du quai, actuelle avenue du Président-Kennedy) où n'existait que le chemin de ronde de 11,69 mètres.

## Zone enclose
- Superficie :
  - 3 370 hectares, jusqu'en 1818-1819 ;
  - 3 402 hectares, à partir de 1818-1819, après l'annexion du village d'Austerlitz (32 ha) et la reconstruction, plus au sud-est, du tronçon de mur entre la barrière d'Italie et la Seine.

Le mur des Fermiers généraux entoure approximativement les onze premiers arrondissements actuels. À l'époque de la construction du mur, la ville couvrait approximativement les six premiers arrondissements actuels, avec une superficie de 1 103 hectares.

## Historique

### Construction
- Avant 1784. La capitale n'avait pour limites que des murailles informes et grossières, et plus souvent encore de faibles cloisons de planches mal jointes[4].
- 1784. Sur une idée du chimiste et fermier général Lavoisier, la Ferme générale, voulant arrêter les progrès toujours croissants de la contrebande, et faire payer les droits d'entrée à un plus grand nombre de consommateurs, obtient de Charles-Alexandre de Calonne, alors contrôleur général des finances, de dresser une enceinte autour de Paris, le mur des Fermiers généraux. Le mur doit avoir six lieues de tour (24 kilomètres). En mai, les travaux commencent du côté de l'Hôpital-Général (la Salpêtrière) et sont menés tambour battant. Le mur doit comporter soixante barrières servant de bureaux de perception (voir la Liste des barrières de Paris). L'architecte Claude-Nicolas Ledoux est chargé de dresser ces édifices, qu'il baptise « les propylées de Paris », en leur donnant un caractère de solennité et de magnificence qui met en pratique ses idées sur les liens nécessaires entre la forme et la fonction. L'architecture des propylées, de style néo-classique, voire antiquisant, est acceptée.
- 1786. L'enceinte méridionale est terminée. L'opinion commence à s'émouvoir. En mars, Ledoux reçoit de nouvelles garanties. Le 2 juin, Calonne approuve pour onze bureaux de la rive droite.
- 1787. Loménie de Brienne, l'archevêque de Toulouse qui succède à Calonne le 1er mai, est effrayé par les dépenses (qui dépassent déjà 25 millions), et fait ordonner, par un arrêt du conseil du 7 septembre, la suspension des travaux. Ledoux doit remettre tous ses documents. Le 8 novembre, accompagné de plusieurs fonctionnaires, il vient visiter les barrières. Son indignation est si vive en voyant avec quelle prodigalité les travaux ont été exécutés, qu'il veut faire démolir le mur et en vendre les matériaux. L'ouvrage étant trop avancé, il se borne à faire prendre, le 25 novembre, un nouvel arrêté qui suspend les travaux. Quatre architectes sont chargés de faire un rapport sur l'enceinte. Avant leur reprise, de nouvelles dispositions sont prescrites. Ledoux, livré en pâture à l'opinion, est révoqué de ses fonctions.
- 1788. Necker, succédant à Brienne le 25 août, désavoue l'entreprise.
- 1789. Le 23 mai, Ledoux est définitivement suspendu par Necker.
- Révolution. Dans la nuit du 12 au 13 juillet 1789, l'agitation des Parisiens, qui va les mener à prendre la Bastille le lendemain, les conduit déjà à s'attaquer au mur impopulaire : ils incendient quelques barrières (telle celle de Passy) et percent de nombreuses brèches dans le mur. Bailly, le premier maire de Paris, fait rapidement réparer toutes les dégradations[5]. Le 1er mai 1791, les droits d'entrée sont abolis. Un décret de la Convention, du 13 messidor an II (1794) contient ce qui suit : « Les bâtiments nationaux, désignés sous le nom de Barrières de Paris, sont érigés en monuments publics. Les diverses époques de la révolution et les victoires remportées par les armées de la République sur les tyrans y seront gravées incessamment en caractères de bronze. Le Comité de salut public est autorisé à prendre toutes les mesures pour la prompte exécution du présent décret, en invitant les gens de lettres et les artistes à concourir et à former les inscriptions. » Le 9 frimaire, Ledoux est emprisonné. Dans sa séance du 27 fructidor an VI, le Conseil des Cinq-Cents adopte le projet d'Aubert : « Article 1er. Il sera perçu par la Commune de Paris un octroi municipal et de bienfaisance, conformément au tarif annexé à la présente loi, spécialement et uniquement destiné à l'acquit de ses dépenses locales, et de préférence à celles de ses hospices et des secours à domicile […]. »
- Consulat et Empire. En vertu de la loi du 29 ventôse an XII (20 février 1804), proclamée le 9 germinal suivant, le ministre des Finances, autorisé à cet effet, concède à la ville de Paris les barrières et murs d'enceinte formant la clôture de ladite ville et de ses faubourgs. Les murailles sont consolidées et la perception des droits d'entrée est perfectionnée.
- 1818. Déplacement du mur et annexion du village d'Austerlitz. Lors de sa construction, entre la barrière d'Italie et la barrière de la Gare, le mur suit le boulevard de l'Hôpital puis la rue Jenner actuelle. En 1818, le mur est déplacé pour suivre de bout en bout le boulevard Vincent-Auriol actuel, rattachant à cette occasion à Paris le village d'Austerlitz.

### Critiques
La fonction uniquement fiscale du mur l'a rendu fortement impopulaire dès le début de sa construction : Beaumarchais, qui y voyait une des causes de la Révolution, rapporta l'alexandrin fameux, qui témoignait du mécontentement des Parisiens s'apercevant qu'on les emprisonnait pour mieux les faire payer :
« Le mur murant Paris rend Paris murmurant. »
Citons également l'épigramme :
« Pour augmenter son numéraire
Et raccourcir notre horizon,
La Ferme a jugé nécessaire
De mettre Paris en prison. »
L'architecture majestueuse des pavillons de Ledoux fut très mal ressentie et accentua l'impopularité de l'ouvrage. Bachaumont évoque un « monument d'esclavage et de despotisme ». Dans son Tableau de Paris (1788), Louis-Sébastien Mercier dénonce « les antres du fisc métamorphosés en palais à colonnes », et s'exclame : « Ah ! Monsieur Ledoux, vous êtes un terrible architecte ! ».
À la suite du mécontentement, le 1er mai 1791, l’Assemblée nationale constituante décrète « la liberté des entrées à Paris » et confisque les terres des Fermiers généraux.
Des critiques esthétiques s'exprimèrent également contre l'architecte, accusé d'avoir pris des libertés excessives avec les canons antiques. Sur ce registre, citons Dulaure ou Quatremère de Quincy.

### Limite de Paris
Lors de la création des communes sous la Révolution, on porte la limite de Paris au mur des Fermiers généraux (21 mai 1790), limite qui reste inchangée jusqu'au 1er janvier 1860 si l'on excepte le rattachement du village d'Austerlitz à Paris en 1818.

### Octroi
L'octroi, principale raison de la construction du mur, fut supprimé le 20 janvier 1791 par l'Assemblée constituante et rétabli le 18 octobre 1798. Le Directoire établit une légère perception à l'entrée de Paris, dont le produit, appelé « octroi de bienfaisance », était destiné aux hôpitaux de Paris. À cette occasion, on répara les barrières. Sous Napoléon Ier, on perfectionna considérablement la perception des barrières.
L'existence de l'octroi, douane citadine perçue aux entrées de Paris, avait amené une foule de guinguettes à s'installer juste au-delà des barrières. C'était devenu jadis un lieu incontournable du plaisir et des distractions populaires parisiennes. On peut en juger à travers quantité de textes sur la fête et le Carnaval, comme deux chansons de goguettes : Un jour de fête à la barrière de Louis Festeau, et Montons à la barrière, qui lança le goguettier Dalès aîné, vers 1840.
Après l’achèvement de l’enceinte de Thiers en 1843, le mur connaît un sursis et continue d’être entretenu. De nouveaux bureaux d’octroi sont créés : la barrière des Batailles est inaugurée en 1848, celle de Montrouge à l’angle des boulevards Raspail et Edgar-Quinet en 1854.

### Démolition

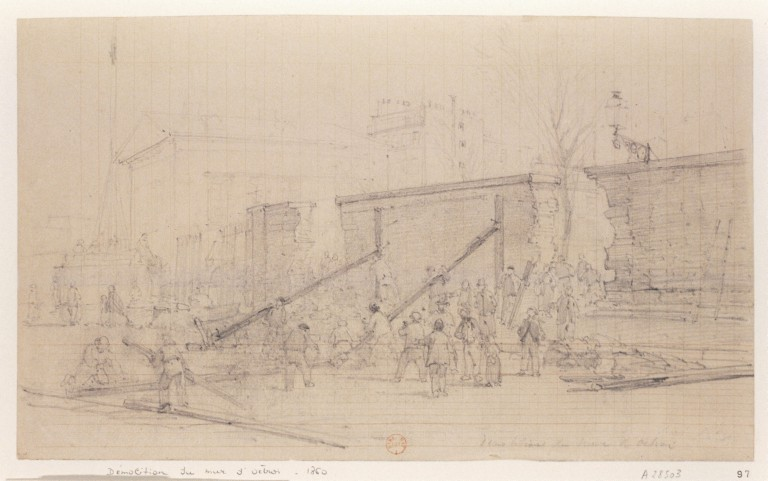
Démolition du mur d'octroi.

En 1860, le territoire de la ville Paris est étendu jusqu'à l'enceinte de Thiers et l'octroi repoussé à cette enceinte.
Le mur devenu sans objet du point de vue fiscal est détruit en moins d’un mois en janvier 1860. La destruction des pavillons fait l’objet d’une vente par adjudication en janvier 1861. Cette démolition a lieu dans l’indifférence, aucun mouvement d'opinion ne s’étant manifesté pour leur préservation. La barrière d’Italie utilisée dans un premier temps par la mairie du 13e arrondissement est détruite en 1877. Seuls quatre pavillons sont finalement préservés.
Le nombre d'arrondissements de douze est porté à vingt par l'absorption de vingt-quatre communes suburbaines limitrophes, comme suit :
- quatre communes absorbées en totalité : La Villette, Belleville, Vaugirard et Grenelle ;
- vingt communes absorbées partiellement :
  - sept communes supprimées, leur territoire étant partagé entre Paris et les communes voisines : Auteuil, Passy, Batignolles-Monceau, Montmartre, La Chapelle, Charonne, Bercy ;
  - treize communes amputées du seul territoire absorbé par Paris : Neuilly, Clichy, Saint-Ouen, Aubervilliers, Pantin, Le Pré-Saint-Gervais, Bagnolet, Saint-Mandé, Ivry, Gentilly, Montrouge, Vanves, Issy.

### Vestiges actuels
Lors de l'agrandissement de Paris de 1860, le mur fut abattu et seuls quatre propylées furent conservés, qui subsistent depuis lors :
- la rotonde du parc Monceau, à la barrière de Chartres ;
- la rotonde de la Villette, construite pour la barrière Saint-Martin, place de la Bataille-de-Stalingrad ;
- la barrière du Trône, près de la place de la Nation ;
- la barrière d'Enfer, place Denfert-Rochereau ;

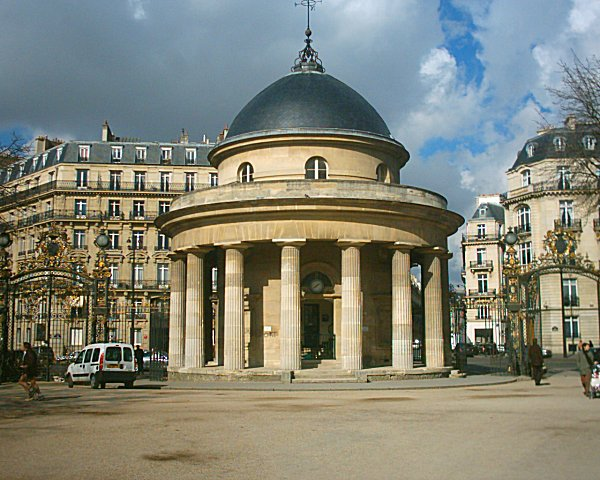
Barrière de Chartres, rotonde du parc Monceau.
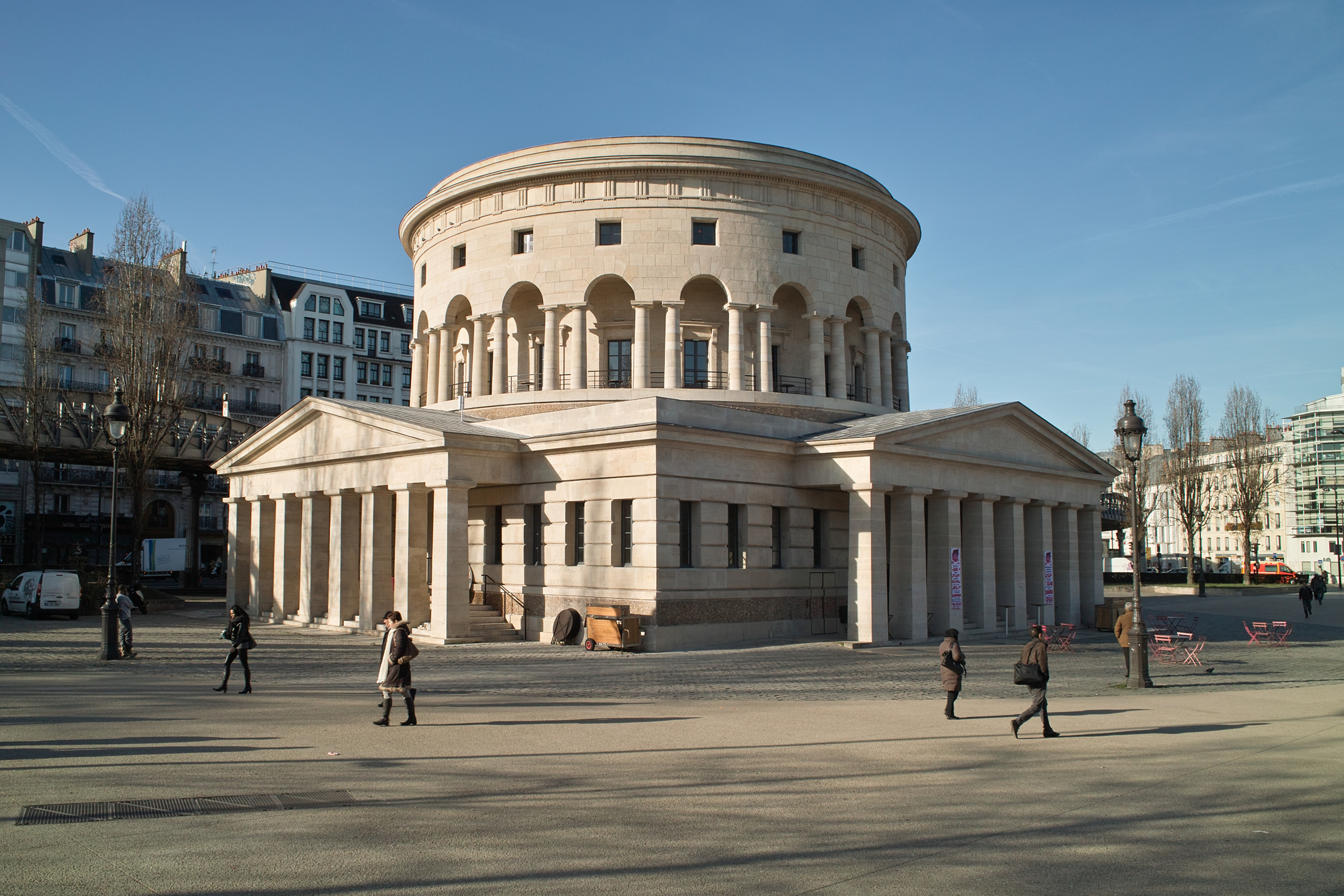
Rotonde de la Villette.
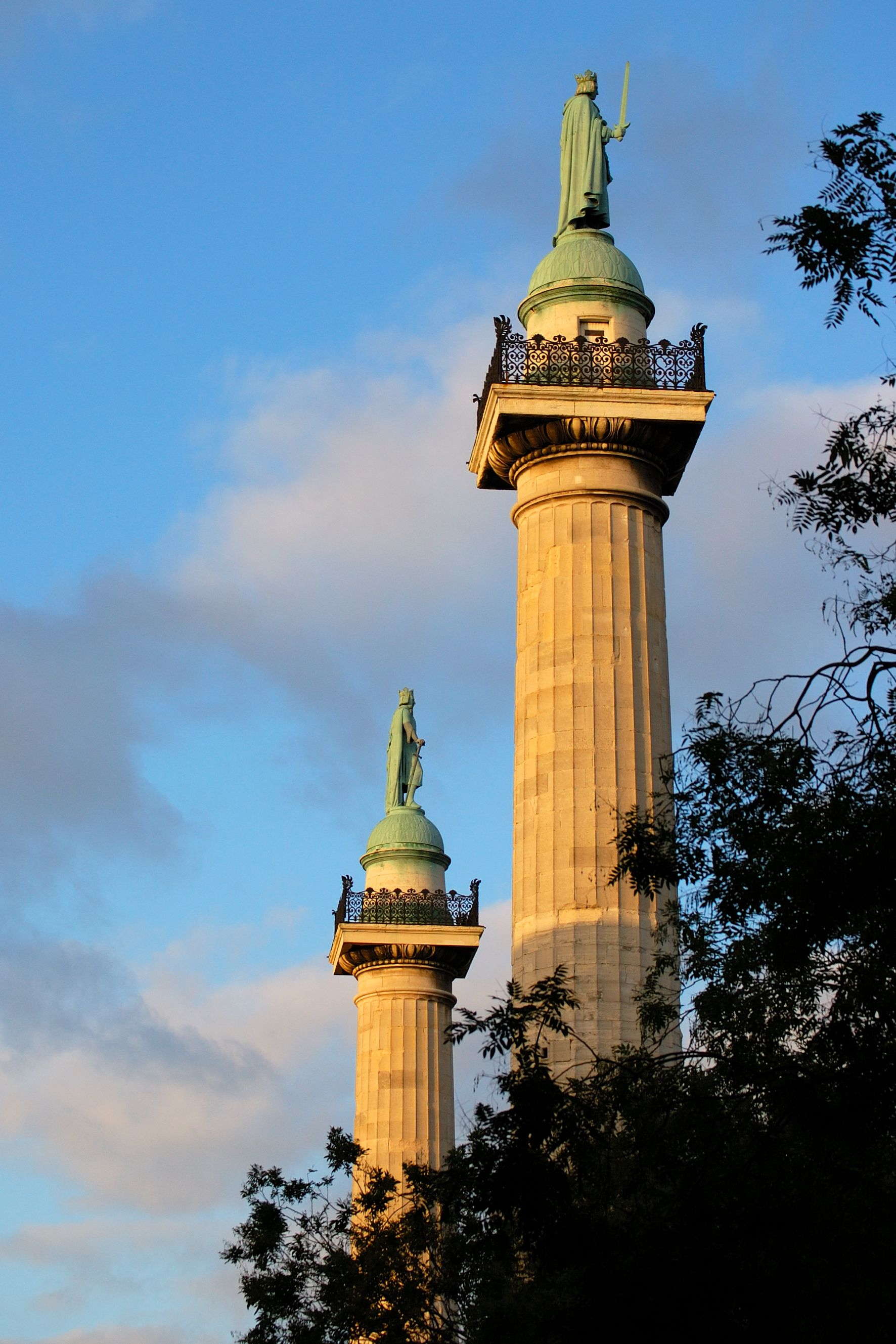
Les deux colonnes de la barrière du Trône.
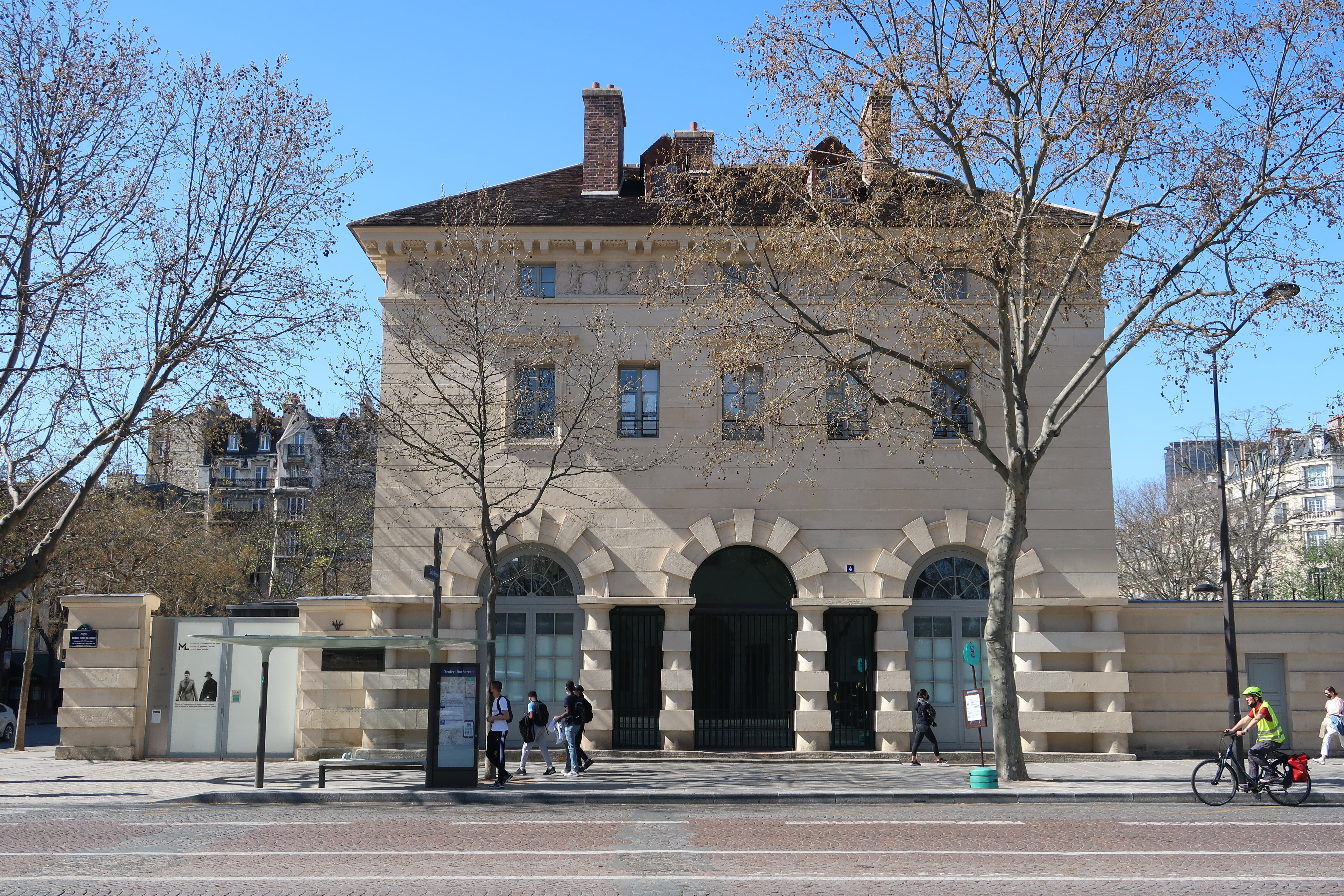
Un des deux pavillons de la barrière d'Enfer.

Le mur de clôture de l’hôpital de la Salpêtrière a servi de mur d’octroi. Plusieurs éléments subsistent :
- rue Bruant ;
- chemin de ronde (voie dans l’enceinte de l’hôpital) ;
- rue des Serres (voie dans l’enceinte de l’hôpital)[13].